# Ludvíkov
Ludvíkov település Csehországban, a Bruntáli járásban. Ludvíkov Světlá Hora, Malá Morávka, Vrbno pod Pradědem, Karlova Studánka és Andělská Hora településekkel határos. Lakosainak száma 277 fő (2024. január 1.).

## Népesség
A település lakosságának változását az alábbi diagram mutatja:
| Lakosok száma | 750  | 860  | 803  | 368  | 376  | 316  | 305  | 285  | 260  | 277  |
|               | 1869 | 1900 | 1921 | 1961 | 1980 | 2011 | 2016 | 2019 | 2021 | 2024 |